# Очитков
Очитков (укр. Очитків) — село на Украине, находится в Оратовском районе Винницкой области.
Код КОАТУУ — 0523183901. Население по переписи 2001 года составляет 588 человек. Почтовый индекс — 22610. Телефонный код — 4330.
Занимает площадь 2,234 км².

## Адрес местного совета
22610, Винницкая область, Оратовский р-н, с. Очитков, ул. Фрунзе, 40